# Cinnamomum anacardium
Cinnamomum anacardium är en lagerväxtart som beskrevs av André Joseph Guillaume Henri Kostermans. Cinnamomum anacardium ingår i släktet Cinnamomum och familjen lagerväxter. Inga underarter finns listade i Catalogue of Life.